# Parafia Najświętszego Serca Jezusowego w Wiśniewie
Parafia Najświętszego Serca Jezusowego w Wiśniewie – parafia rzymskokatolicka w Wiśniewie.
Parafia erygowana w 1920. Obecny kościół parafialny murowany, wybudowany w latach 1945-1954 według projektu architekta Dominika Ludwika Pawlikowskiego. Mieści się przy ulicy Siedleckiej.

## Terytorium parafii
Wiśniew, Borki-Kosiorki, Ciosny, Gostchorz, Kaczory, Wiśniew-Kolonia, Mościbrody, Myrcha, Stok Wiśniewski, Tworki, Wólka Wiśniewska